# Parafia św. Mikołaja i św. Małgorzaty w Wysokiej
Parafia św. Mikołaja i św. Małgorzaty – rzymskokatolicka parafia w Wysokiej (gmina Olesno). Parafia należy do dekanatu Olesno w diecezji opolskiej.

## Historia parafii
Pierwsza wzmianka o proboszczu i parafii w Wysokiej pochodzi z dokumentu z 1339 roku. Istniał już wówczas kościół parafialny, który w 1418 roku został wyburzony, a w jego miejsce wybudowano nową, drewnianą świątynię. Parafia obejmowała wówczas miejscowości:
- Wysoka,
- Wachów,
- Grodzisko,
- Sowczyce,
- Łomnica.

Kościółek ten przetrwał do 1906 roku. W tym roku wybudowano, kolejną, w stylu neoromańskim, świątynię, natomiast stary, drewniany kościółek został rozebrany. 15 grudnia 1907 roku odbyła się benedykacja (poświęcenie) nowego Domu Bożego, której dokonał ksiądz dziekan Kolanus z Bodzanowic. 8 lipca 1913 roku konsekracji nowego kościoła dokonał ks. biskup Karol Augustyn, sufragan wrocławski.
W 1909 roku erygowana została z parafii w Wysokiej nowa parafia w Łomnicy, a w 1934 roku w Sowczycach.
W 1981 roku ówczesny ksiądz proboszcz J. Mrocheń sprowadził do parafii figurę Matki Boskiej Fatimskiej, która została umieszczona w kościele filialnym Matki Bożej Fatimskiej w Kolonii Łomnickiej.
Obecnie proboszczem parafii jest ks. Henryk Kontny. Z parafii pochodzi obecny biskup opolski ks. bp Andrzej Czaja.

## Liczebność i zasięg parafii
Parafię zamieszkuje 1579 mieszkańców, swym zasięgiem duszpasterskim obejmuje ona miejscowości:
- Wysoka,
- Grodzisko,
- Klekotna,
- Kolonia Łomnicka (Brynica, Pyki),
- Leśna,
- Wachowice,
- Wachów (Korzonki, Nowy Wachów).

### Szkoły i przedszkola
- Publiczna Szkoła Podstawowa w Wachowie,
- Publiczne Przedszkole w Wysokiej,
- Publiczne Przedszkole w Wachowie[4].

## Inne kościoły i kaplice
Na terenie parafii znajdują się 2 kościoły filialne:
- Kościół św. Wawrzyńca w Wachowie,
- Kościół Matki Bożej Fatimskiej w Kolonii Łomnickiej[5].

## Proboszczowie po 1945 roku
- ks. Antoni Kaleja (1938–1969)
- ks. Józef Malich (1969–1971)
- ks. Reinhold Klein (1971–1979)
- ks. Józef Mrocheń (1979–1989)
- ks. Henryk Kontny (od 1989)

## Wspólnoty parafialne
- Róże różańcowe,
- Ministranci,
- Wspólnota Maryjna[3].